# Harry Rabinowitz
Harry Rabinowitz, född 26 mars 1916 i Johannesburg, Sydafrika, död 22 juni 2016 i Frankrike, var en brittisk kompositör och dirigent.